# 陳瓚 (正統進士)
陳瓚（1408年—？），字重器，河南開封府陽武縣人，民籍。明朝政治人物。進士出身。

## 生平
河南鄉試第十三名。正統四年（1439年）己未科會試第六十九名，殿試登進士第三甲第二十四名。

## 家族
曾祖父陳鼎。祖父陳宗。父亲陳忠。